# Jaroslav Hlušek
Jaroslav Hlušek (* 6. července 1950 Nesvačilka) je český agronom, v letech 2003 až 2006 děkan Agronomické fakulty Mendelovy zemědělské univerzity, v letech 2006 až 2014 rektor Mendelovy univerzity v Brně (do roku 2010 Mendelova zemědělská a lesnická univerzita v Brně).

## Život
Narodil se v roce 1950 v Nesvačilce. V roce 1969 maturoval na Střední zemědělské škole v Boskovicích. V mládí absolvoval Vysokou školu zemědělskou v Brně, konkrétně její Agronomickou fakultu. Po jejím absolvování začal v roce 1974 působit jako technik na Katedře agrochemie a výživy rostlin. V roce 1983 se na této katedře stal odborným asistentem, v roce 1984 se habilitoval a v roce 2002 se stal profesorem agrochemie a výživy rostlin. V letech 2003 až 2006 působil jako děkan Agronomické fakulty. V roce 2005 byl zvolen rektorem celé Mendelovy zemědělské a lesnické univerzity v Brně. Během jeho působení ve funkce rektora vznikla v roce 2008 Fakulta regionálního rozvoje a mezinárodních studií Mendelovy univerzity v Brně, kde sám Hlušek později začal působit. Za jeho vedení se v roce 2010 univerzita také přejmenovala na Mendelovu univerzitu v Brně. Mandát rektora pro další funkční období obhájil i v roce 2010. Ve funkci skončil v lednu 2014, když jej nahradil Ladislav Havel.
V roce 2009 mu byl udělen čestný doktorát na Slovenské zemědělské univerzitě v Nitře. V květnu 2014 mu byla udělena Zlatá medaile Masarykovy univerzity a v roce 2019 obdržel Hlušek Medaili za mimořádné zásluhy o rozvoj univerzity, vědy a vzdělání. Je autorem více než 100 odborných vědeckých prací.